# Alt Urgell
Alt Urgell is een comarca van de Spaanse autonome regio Catalonië. Het is onderdeel van de provincie Lleida. In 2005 telde Alt Urgell 20.936 inwoners op een oppervlakte van 1447,48 km2. De hoofdstad van de comarca is La Seu d'Urgell.

## Gemeenten
| Gemeente            | Inwoners | Gemeente               | Inwoners |
| ------------------- | -------- | ---------------------- | -------- |
| Alàs i Cerc         | 406      | Arsèguel               | 92       |
| Bassella            | 261      | Cabó                   | 108      |
| Cava                | 60       | Coll de Nargó          | 600      |
| Estamariu           | 119      | Fígols i Alinyà        | 273      |
| Josa i Tuixén       | 170      | Montferrer i Castellbò | 856      |
| Oliana              | 1932     | Organyà                | 960      |
| Peramola            | 373      | El Pont de Bar         | 158      |
| Ribera d'Urgellet   | 935      | La Seu d'Urgell        | 12.317   |
| Les Valls d'Aguilar | 315      | Les Valls de Valira    | 810      |
| La Vansa i Fórnols  | 191      |                        |          |